# مارك دالي
مارك دالي (16 مارس 1982 في المملكة المتحدة - )  (بالإنجليزية: Mark Dale)‏ هو لاعب كريكت بريطاني. لعب مع Herefordshire County Cricket Club ‏ وDurham University Centre of Cricketing Excellence ‏ وNorthumberland County Cricket Club ‏.